# Mal'čik i devočka
Mal'čik i devočka (Мальчик и девочка) è un film del 1966 diretto da Julij Andreevič Fajt.